# Graham Townsley
Graham Townsley is een Canadees-Brits filmproducent, -regisseur en -schrijver. Hij behaalde zijn doctorstitel in de antropologie aan de Universiteit van Cambridge en hij is onderzoeksdocent aan het College de France in Parijs.
Graham Townsley produceerde een serie authentieke documentaires voor National Geographic Channel, voor een deel gebaseerd op historisch materiaal uit het tijdschrift National Geographic en ondersteund met grondig eigen veldwerk. Hij deed dit bijvoorbeeld in het Amazonegebied in Peru, maar ook over andere inheemse volken in Centraal en Midden-Amerika. Over de geschiedenis van de ontdekkingsreizen in Tibet en de Britse Veldtocht in Tibet maakte hij de productie Treasure Seekers: Tibet's Hidden Kingdom dat in het Nederlands uitgebracht werd onder de titel Tibet: Het verboden koninkrijk.
Hij produceerde ook voor Public Broadcasting Service, The Learning Channel en Discovery Channel. Hij won de Prix de la Sept op het Jean Rouche Festival in Parijs.

## Filmografie
Voor National Geographic Channel:
- Treasure Seekers: Quest for the Grail (2001)
- Treasure Seekers: In the Shadow of Ancient Rome (2001)
- Treasure Seekers: Lost Cities of the Inca (2001)
- Treasure Seekers: Glories of the Ancient Aegean (2001)
- Treasure Seekers: Code of the Maya Kings (2001)
- Treasure Seekers: China's Frozen Desert (2001)
- Treasure Seekers: Tibet's Hidden Kingdom (2001)
- Treasure Seekers: Glories of Angkor Wat (2001)
- Treasure Seekers: Silk Road (2001)
- Treasure Seekers: Mysteries of the Nile (2001)
- Treasure Seekers: Edge of the Orient (2001)
- Treasure Seekers: Empires of India (2001)

Verder maakte hij onder andere de volgende producties:
- Digging for the Truth (één episode in 2005)
- Dawn of the Maya (2004)